# Студенци (Перушић)
Студенци  су насељено мјесто у општини Перушић, у Лици, Личко-сењска жупанија, Република Хрватска.

## Географија
Налази се око 9 км сјеверно од Перушића. Кроз насеље пролази Личка пруга.

## Историја
До територијалне реорганизације у Хрватској насеље се налазило у саставу бивше велике општине Госпић.

## Култура
У Студенцима је сједиште истоимене парохије Српске православне цркве. Парохија Студенци припада Архијерејском намјесништву личком у саставу Епархије Горњокарловачке. У Студенцима се налази храм Српске православне цркве Св. апостола Јеванђелисте Луке и филијални српски православни храм Рођења Пресвете Богородице из 1774. године. Парохију сачињавају: Студенци, Кленовац, Село Свети Марко, Кварте, Коњско Брдо, Млаква.

## Становништво
Према попису из 1991. године, насеље Студенци је имало 144 становника, међу којима је било 99 Срба, 33 Хрвата и 11 Југословена и 1 остали. Према попису становништва из 2001. године, Студенци су имали 77 становника. Студенци су према попису из 2011. године имали 44 становника.
| Националност       | 1991. | 1981. | 1971. | 1961. |
| Срби               | 99    | 95    | 136   |       |
| Југословени        | 11    | 28    | 18    |       |
| Хрвати             | 33    | 49    | 75    |       |
| остали и непознато | 1     |       | 4     |       |
| Укупно             | 144   | 172   | 233   | 252   |

| Демографија | Демографија | Демографија |
| Година      | Становника  | Становника  |
| ----------- | ----------- | ----------- |
| 1961.       | 252         |             |
| 1971.       | 233         |             |
| 1981.       | 172         |             |
| 1991.       | 144         |             |
| 2001.       | 77          |             |
| 2011.       |             | 44          |

## Знамените личности
- Савка Јаворина Вујовић, народни херој Југославије